# Teoria de la romanització i la desromanització
Antoni M. Badia és autor d'una teoria sobre la formació de la llengua catalana i dels seus blocs dialectals anomenada teoria de la romanització i la desromanització, formulada en la seva primera versió el 1981 i refeta el 1984 incorporant-hi el País Valencià. Es tracta de la teoria més ambiciosa i complexa sobre la qüestió.
Els elements fonamentals d'aquesta teoria són la supervivència del substrat preromà i la intensitat de la romanització i de l'arabització segons les zones del territori. L'origen del català occidental s'hi atribueix a la pervivència de trets del substrat preromà en el bloc dialectal occidental, per la feblesa de la romanització, a la part nord-occidental, o per la desromanització com a conseqüència d'una forta arabització, a la resta de la part occidental. L'origen del català oriental s'hi explica per la desaparició de les restes del substrat com a resultat de la intensitat de la romanització, primer, i la feblesa de l'arabització, a una zona, o la seva inexistència, a la resta. No hi té importància, doncs, la qualitat del substrat, contràriament a altres teories com la de Manuel Sanchis Guarner, que, en el cas del Principat de Catalunya, relaciona el català oriental amb el substrat indoeuropeu i l'occidental amb el no indoeuropeu (bascoide, ibèric).
Badia estableix que la conseqüència de l'«arabització penetrant» és la «desromanització més assolida» i que aquesta té com a resultat el català occidental. En canvi, l'«arabització superficial» té com a conseqüència la «desromanització menys assolida» i, per tant, el català oriental. Per determinar les zones més romanitzades i les arabitzades, es basa en les dades fornides per l'arqueologia romana, en la distribució geogràfica i la quantitat dels topònims d'origen llatí (topònims en -anum i amb Vila + nom de persona), en la toponímia hagiogràfica (topònims procedents de noms de sants), i en la distribució i abundor relativa dels topònims «mossàrabs» i aràbics, atès que l'arabització provocà una «desromanització toponímica».
Badia divideix el territori del Principat en la Catalunya Nova i la Catalunya Vella. A la Catalunya Vella hi hagué unes terres no romanitzades (zona A dels mapes), unes de «romanització mediatitzada» per l'aràbic (zona B), totes dues, per tant, de dialecte occidental; i unes terres de «romanització assolida» (zona C), per tant de dialecte oriental. A la Catalunya Nova hi hagué una zona desromanitzada per una «arabització penetrant» (zona D), per tant de dialecte occidental, i una altra zona d'«arabització superficial», no desromanitzada, doncs i, per tant, de dialecte oriental (zona E). Al País Valencià fou també una zona de romanització assolida seguida d'una desromanització per una «arabització penetrant» (zona F) que hi donà un dialecte occidental.
En l'aplicació de la teoria a les Illes Balears, no es confirma, però, la coherència de l'explicació atès que s'hi parla un dialecte oriental i no l'occidental que caldria esperar per la intensitat de l'arabització que desromanitzà el territori (zona G).
Badia aleshores explica la inconsistència de la seva teoria en aquesta part del territori adduint la diferència entre el substrat continental i l'insular, en aquest cas, la llengua de la cultura talaiòtica, procedent de la Mediterrània oriental («substrat mediterrani oriental»), tot contradient, doncs, el seu principi que les diferències dialectals no tenen relació amb les diferències de substrat.
En la teoria de Badia, la població transmissora de la tensió articulatòria des del substrat preromà al català és, a les zones més arabitzades, la mateixa població autòctona -"mossàrab"- arabitzada, la qual conservà les seves habituds articulatòries en l'aràbic dialectal, primer, i en el català després de la reconquesta.
La transmissió dels trets procedents del substrat en aquesta zona no té en compte, però, que al regne de València la majoria de la població de llengua aràbica no es catalanitzà ni es cristianitzà i que, sota el nom de morisca, a la fi fou expulsada del país després d'haver viscut separada de la població cristiana majoritàriment d'origen català. En el cas de les Illes Balears, però, la historiografia recent afirma que la població precatalana, absolutament de llengua aràbica i religió musulmana, fou deportada en gran part i substituïda per nous esclaus, per la qual cosa no pogué transmetre les restes del substrat al català. Aquest canvi radical de població a les Balears i la colonització catalana sobretot des de la zona del català central explicaria l'origen dels trets del dialecte baleàric.
Joan Veny ha destacat que el substrat actuà de manera conservadora i que la confusió entre la [o] i la [u] en posició àtona pròpia del català oriental no s'hi esdevingué fins al segle xvi i no assolí tota l'illa de Mallorca.
La teoria de Badia ha estat seguida per la de la colonització del País Valencià des de la zona del català nord-occidental, defensada per Antoni Ferrando i Francès.
El 2004 Badia distingí entre «romanització» i «llatinització» a fi de resoldre la no acceptació de la seva teoria pels arqueòlegs per un malentès entre aquests dos conceptes. La romanització es refereix, aleshores, a l'adquisició de la manera de viure dels romans, llevat de la llengua; la llatinització es refereix a la substitució de les llengües autòctones pel llatí. Hi hagué, doncs, una zona romanitzada aviat i simultàniament llatinitzada (est i centre del Principat) i una zona romanitzada gradualment i llatinitzada més tard i lentament (nord-oest).